# Simon Welms
Simon Welms Nielsen (født 26. november 1972) er en tidligere professionel sværvægtsbokser ved Mogens Palle under navnet "The Blond Bomber". Tidligere professionel fotomodel og landmand.
Simon Welms debuterede som professionel den 26. november 1999 ved et stævne i Viborg Stadionhal, hvor han slog sin modstander ud i første omgang. Han opnåede i 2000 yderligere fem kampe, der alle blev vundet på knockout, herunder en kamp i Las Vegas den 4. marts 2000 i en forkamp til VM-kampen mellem Johnny Bredahl og Paulie Ayala. 
Den 9. februar 2001 blev Welms dog slået ud i Odense Idrætshal af amerikaneren Shawn Rodinson. Welms valgte umiddelbart efter at stoppe boksekarrieren.
Efter afslutningen af boksekarrieren blev Welms tiltalt for grov vold mod to tidligere samlevere, og blev af Vestre Landsret i 2004 idømt et års fængsel.